# تيم هيرلي
تيم هيرلي (بالإنجليزية: Tim Herlihy) هو منتج وملحن وكاتب سيناريو وممثل أمريكي، ولد في 9 أكتوبر 1966 ببروكلين في الولايات المتحدة.

## أعمال

### أفلام
- (1996) هابي غيلمور[4]
- (1999) الأب الكبير[5]
- (2006) كليك
- (2008) قصص ما قبل النوم
- (2010) البالغون[6][7][8]
- (2013) البالغون 2
- (2014) مزيج[9][10]
- (2015) السخفاء الستة[11]
- (2015) بيكسلز
- (2017) ساندي ويكسلر

## وصلات خارجية
- تيم هيرلي على موقع IMDb (الإنجليزية)
- تيم هيرلي على موقع ألو سيني (الفرنسية)
- تيم هيرلي على موقع ميوزك برينز (الإنجليزية)
- تيم هيرلي على موقع ميوزك برينز (الإنجليزية)
- تيم هيرلي على موقع أول موفي (الإنجليزية)
- تيم هيرلي على موقع بوكس أوفيس موجو (الإنجليزية)
- تيم هيرلي على موقع قاعدة بيانات برودواي على الإنترنت (الإنجليزية)
- تيم هيرلي على موقع قاعدة بيانات الأفلام السويدية (السويدية)
- تيم هيرلي على موقع ديسكوغز (الإنجليزية)
- تيم هيرلي على موقع قاعدة بيانات الفيلم (الإنجليزية)